# Gehlbergen
Gehlbergen ist ein Ortsteil des Fleckens Bruchhausen-Vilsen im Landkreis Diepholz in Niedersachsen.
Der Ort liegt östlich vom Kernbereich von Bruchhausen-Vilsen an der Landesstraße L 330, die nach Hoya führt. Südöstlich von Gehlbergen liegt das rund 105 ha große Naturschutzgebiet Burckhardtshöhe.
Gehlbergen hat einen Bahnhof an der Bahnstrecke Syke-Eystrup. Diese Strecke dient heute nur noch touristischem Verkehr (siehe auch Verkehrsbetriebe Grafschaft Hoya).

## Baudenkmale
In der Liste der Baudenkmale in Bruchhausen-Vilsen ist für Gehlbergen ein Baudenkmal aufgeführt.